# Garcinia cowa
Garcinia cowa är en tvåhjärtbladig växtart som beskrevs av William Roxburgh. Garcinia cowa ingår i släktet Garcinia och familjen Clusiaceae. Inga underarter finns listade i Catalogue of Life.

## Bildgalleri

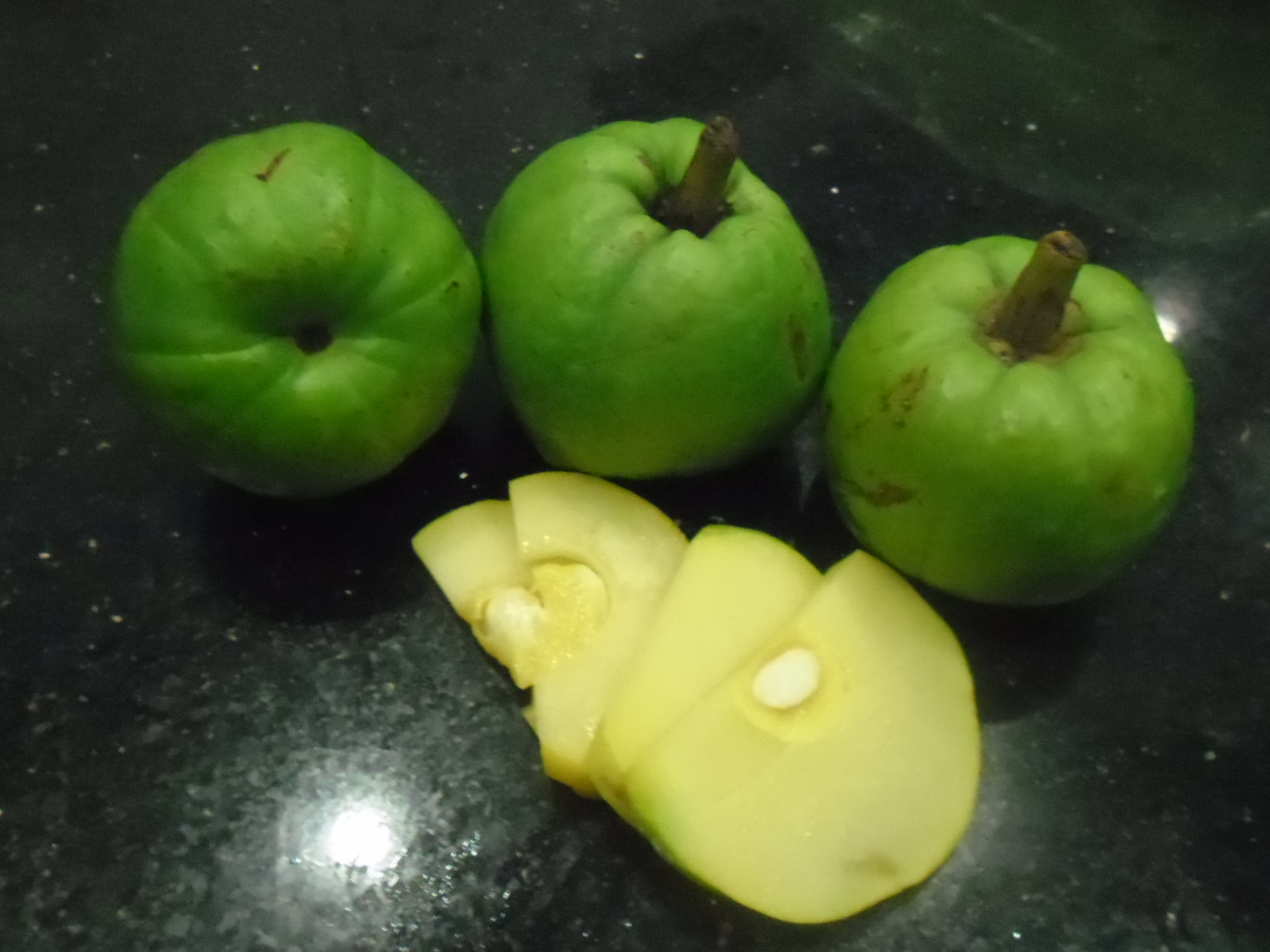
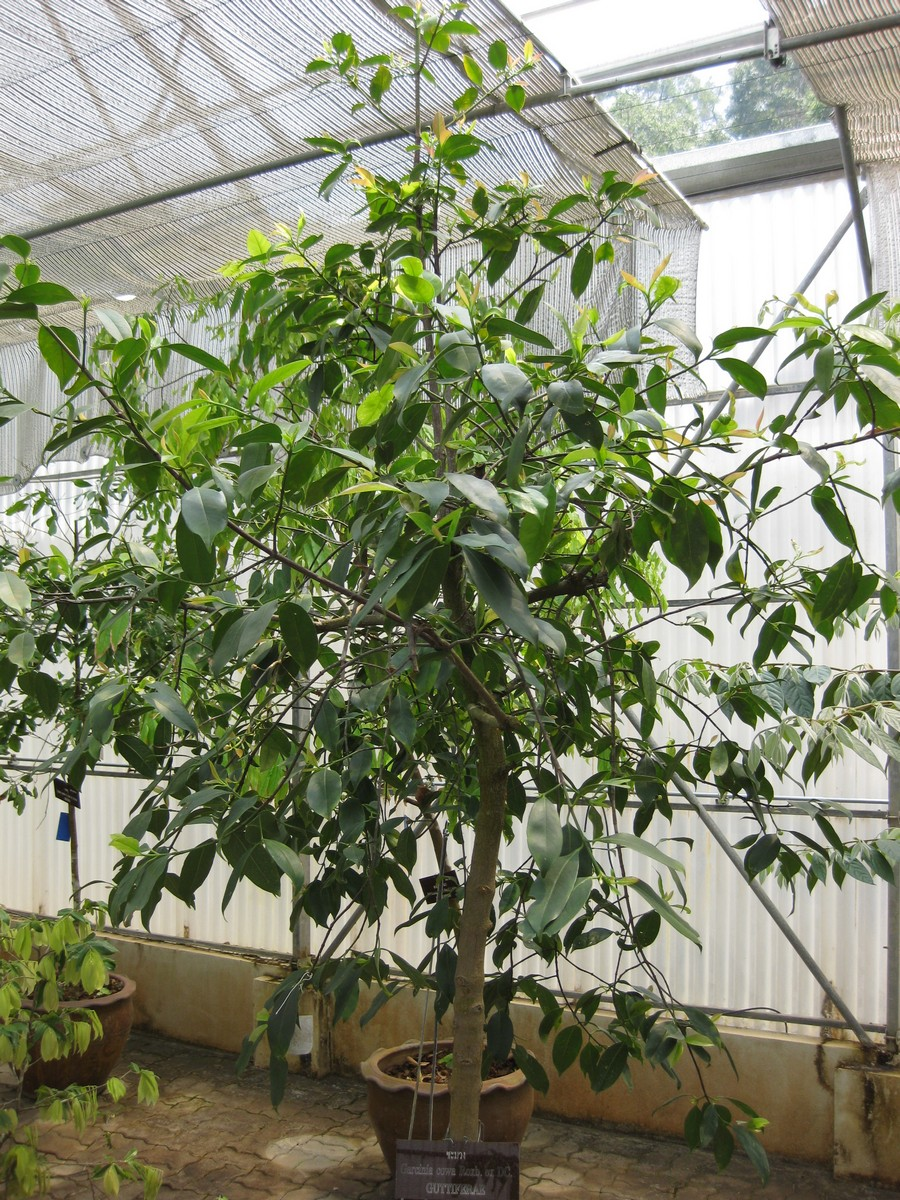
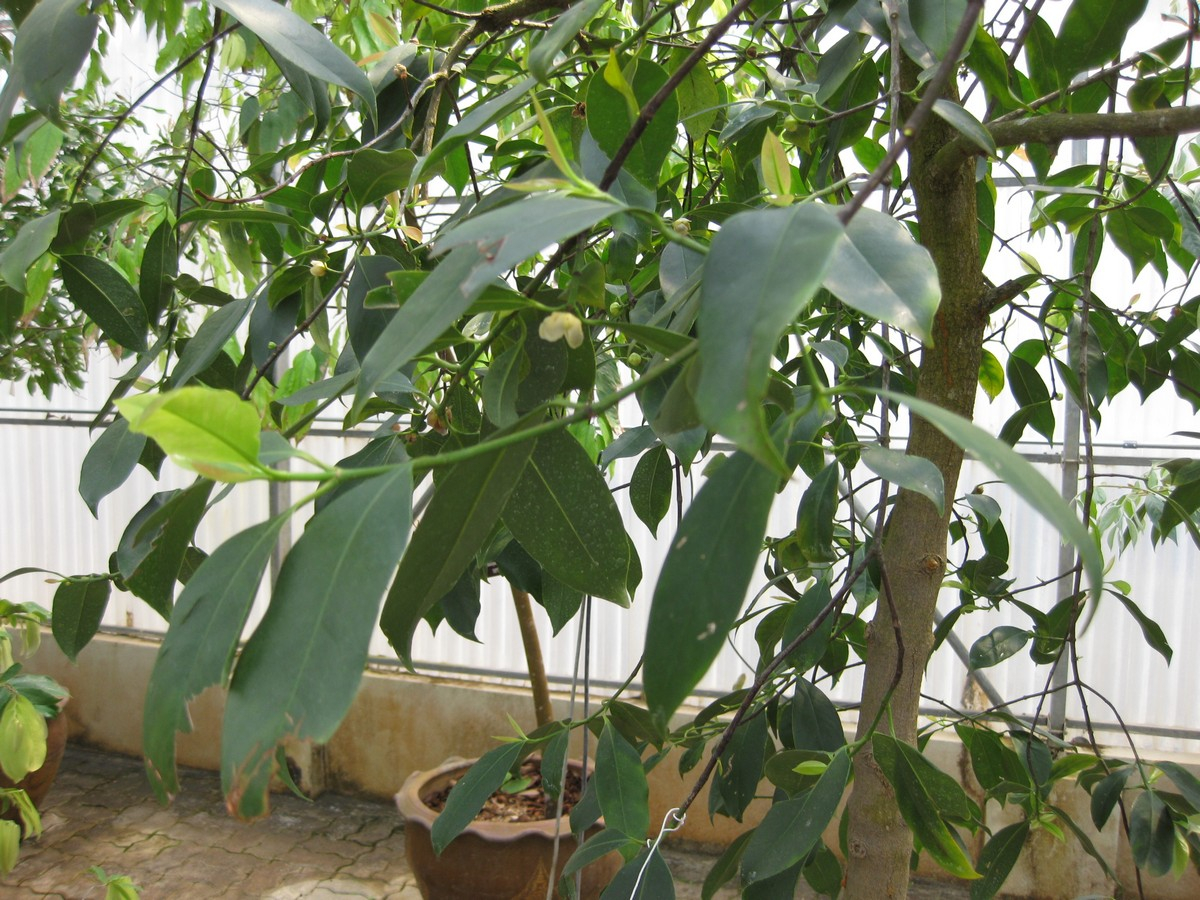
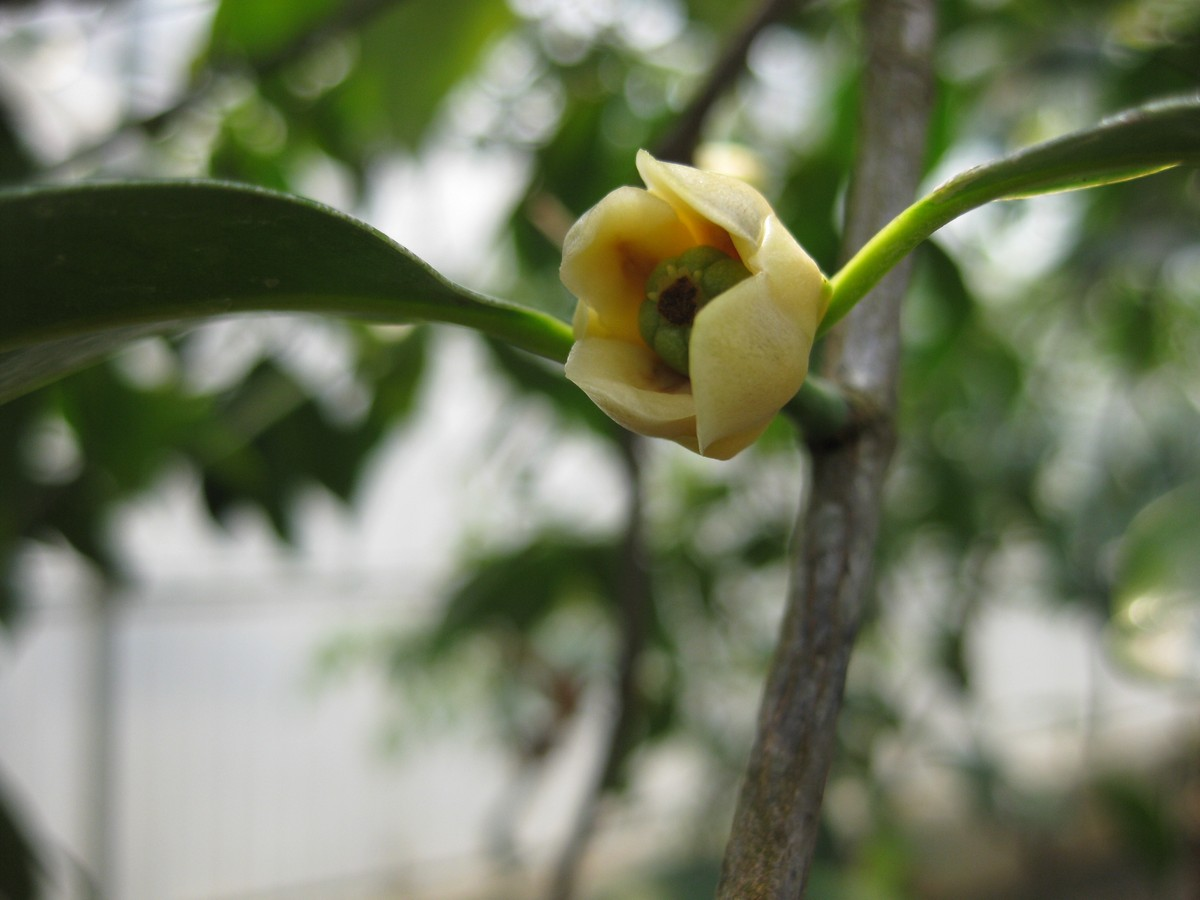
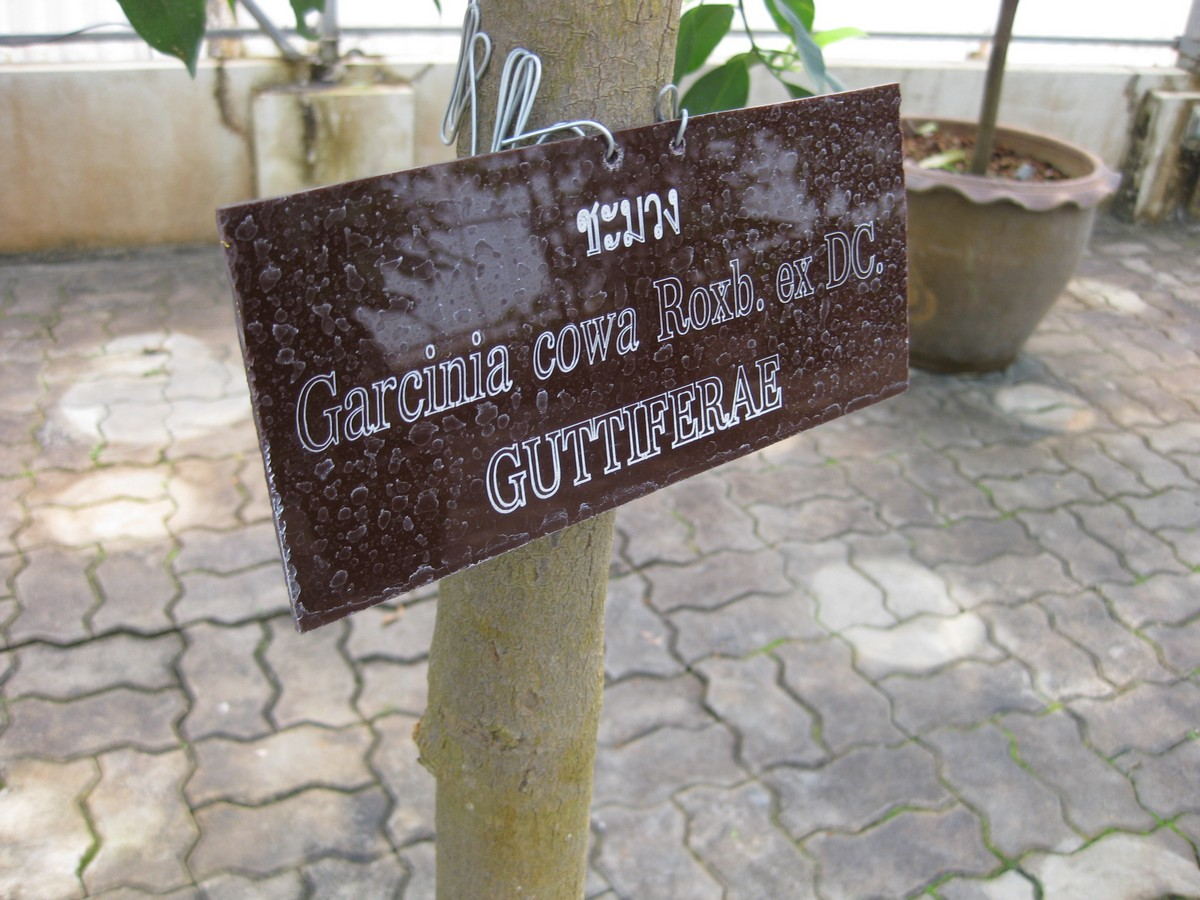